# Callie Haverda
Callie Hope Haverda (* 21. Februar 2007) ist eine US-amerikanische Schauspielerin.

## Leben
Callie Haverda wurde am 21. Februar 2007 geboren und wuchs in Austin im US-Bundesstaat Texas auf. Den Großteil der Middle-School-Zeit wurde sie zuhause unterrichtet, in der achten Klasse kehrte sie wieder an eine öffentliche Schule zurück. Das erste High-School-Jahr bestritt sie an der Westwood High School, wobei der Unterricht aufgrund der COVID-19-Pandemie in den Vereinigten Staaten weitgehend online stattfand. Als sie für die Serie Die wilden Neunziger verpflichtet wurde, zog sie von Texas nach Kalifornien.
Bei einem im Oktober 2020 veröffentlichten Interview gab Haverda an, in ihrer Freizeit vor allem zu schreiben, aber darüber hinaus auch gerne zu reiten, zu malen und Gitarre sowie Piano zu lernen. Sie hat zwei ältere Geschwister, die sich kurzzeitig als Schauspieler versuchten.

## Karriere
Eigenen Angaben zufolge fing sie im Alter von ungefähr sechs Jahren an, erste Werbefilme zu drehen. Bis zum Jahr 2020 entstanden rund 20 landesweit ausgestrahlte Werbeclips, darunter für Citibank, Hyundai, KFC und – mit Troy Aikman – HEB im Rahmen des Super Bowl.
Ihre erste nennenswerte Rolle übernahm sie 2015 in The Adventure of Pepper and Paula, wo sie als Tochter von Mindy Raymond und Alexandria DeBerry zu sehen war. Anschließend spielte sie die Rolle der „Siera“ in der Fernsehserie Stage V (2016) und dann die Hauptrolle in Eleven Little Roster (2017). Ein Jahr später war sie in acht Folgen der Serie Shut Eye zu sehen und weitere zwei Jahre danach in dem Film Der verlorene Ehemann – u. a. mit Josh Duhamel und Leslie Bibb – in der Rolle der „Abby Wit“. Ab Februar 2022 war sie in der tragenden Rolle der „Leia“ an der Dreharbeiten zur Serie Die wilden Neunziger beteiligt, einem Spin-off der Serie Die wilden Siebziger.

## Filmografie
- 2010: Paper Memories (Kurzfilm)
- 2015: The Adventures of Pepper and Paula
- 2016: Stage V
- 2017: The Eleven Little Roosters (Miniserie, Folge 1x08)
- 2017: Shut Eye (Fernsehserie, 8 Folgen)
- 2018: Dolly (Kurzfilm)
- 2018: See Plum Run (Fernsehserie, Folge 1x03)
- 2020: Der verlorene Ehemann (The Lost Husband)
- 2023–2024: Die wilden Neunziger (That '90s Show, Fernsehserie, 26 Folgen)
- 2024: The Fort (Kurzfilm)